# جیانلوکا برتی
جیانلوکا برتی (انگلیسی: Gianluca Berti؛ زادهٔ ۲۰ مهٔ ۱۹۶۷) بازیکن فوتبال اهل ایتالیا است.
از باشگاه‌هایی که در آن بازی کرده‌است می‌توان به باشگاه فوتبال فیورنتینا، باشگاه فوتبال تورینو، باشگاه فوتبال پارما، باشگاه فوتبال آنکونا، باشگاه فوتبال آ.اس. رم، البیا کالچو ۱۹۰۵، باشگاه فوتبال جنوآ، باشگاه فوتبال سمپدوریا، باشگاه فوتبال رجانا، باشگاه فوتبال پیزا، باشگاه فوتبال امپولی، باشگاه فوتبال چزنا، باشگاه فوتبال نووارا، و باشگاه فوتبال پالرمو اشاره کرد.